# Holly Randall
Holly Randall Knipe (ur. 5 września 1978 w Los Angeles) – fotografka, reżyserka i producentka filmów pornograficznych i erotycznych, pisarka. W roku 2013 została uznana za jedną z najbardziej wpływowych kobiet w branży dla dorosłych przez AVN Magazine.

## Życiorys

### Wczesne lata
Urodziła się w Hollywood Presbyterian Medical Center w Hollywood jako córka fotografki Suze Randall i pisarza Humphrya Knipe. Dorastała z siostrą Lucy i bratem Nickiem.

### Kariera
Mając dwadzieścia lat studiowała w Brooks Institute of Photography w Santa Barbara, kiedy jej matka poprosiła ją, aby pomogła jej w prowadzonej przez rodzinę stronie internetowej Suze.net. 
W 2004 Randall zainteresowała się produkcją wideo i zaczęła reżyserować i produkować wszystkie filmy z serwisu matki, suze.net. Następnie w 2005 rozpoczęła na poważnie karierę w fotografii erotycznej, a jej prace trafiły na okładki każdego dużego amerykańskiego magazynu dla dorosłych, w tym „Twistys”, „Club”, „High Society”, „Hustler”, „Hot Video”, „Playboy” i australijskiej edycji „Penthouse”. W 2008 założyła własną firmę produkcyjną Holly Randall Productions i własną witrynę internetową HollyRandall.com.
W 2010 jej film Suze Randall's XXX Top Models: Nikki Jayne (2009) z Alexis Texas, Kagney Linn Karter, Kayden Kross, Pumą Swede i Charlesem Derą zdobył nominację do nagrody AVN w kategorii najlepsza cała realizacja. Jako reżyserka True Erotica (AE Films, 2015), była nominowana do nagrody AVN w kategoriach: najlepszy reżyser, najlepsze zdjęcia filmowe, najlepsza antologia filmowa i najlepsza scena seksu chłopak/dziewczyna z Dani Daniels i Ramónem Nomarem, a także do nagrody XBIZ Award w kategorii reżyser roku i najlepsza cała realizacja roku.
Wydała trzy albumy fotograficzne: Erotic Dream Girls, Kinky Nylons i Kinky Lingerie (wydane przez Goliath Books). Opublikowała kalendarze dla firmy Sirens. Była współpracownikiem wielu przewodników seksualnych opublikowanych przez Quiver Books, takich jak The Little Book of Kink, Acrobatic Sex Positions, Oral Sex Deck, Hot Sex Tips, Tricks, and Licks, The Complete Photo Guide to Great Sex i The Secrets of Great G-Spot Orgasms and Female Ejaculation.

## Nagrody i nominacje
| Rok  | Nagroda               | Kategoria                                         | Film                                                                         | Rezultat  |
| ---- | --------------------- | ------------------------------------------------- | ---------------------------------------------------------------------------- | --------- |
| 2016 | AVN Award             | Najlepszy reżyser filmu niefabularnego            | True Erotica (2015)                                                          | Nominacja |
| 2016 | XBIZ Award            | Reżyser roku filmu niefabularnego                 | True Erotica (2015)                                                          | Nominacja |
| 2018 | Spank Bank Awards     | Reżyser roku                                      | –                                                                            | Nominacja |
| 2018 | AVN Award             | Najlepszy reżyser filmu niefabularnego            | Quest (2016)                                                                 | Nominacja |
| 2019 | XCritic Award         | Nagroda za całokształt twórczości                 | –                                                                            | Wygrana   |
| 2019 | IAFD Spank Bank Award | Najlepszy podcast                                 | –                                                                            | Wygrana   |
| 2020 | XRCO Award            | Najlepszy reżyser witryny internetowej            | –                                                                            | Nominacja |
| 2020 | AVN Award             | Najlepszy reżyser kanału / witryny internetowej   | –                                                                            | Nominacja |
| 2020 | NightMoves Award      | Najlepszy reżyser filmu pełnometrażowego          | –                                                                            | Nominacja |
| 2021 | XBIZ Award            | Strona roku ze zdjęciami nagości HollyRandall.com | –                                                                            | Nominacja |
| 2021 | AVN Award             | Najlepszy scenariusz dramatu                      | Finding Rebecca (2019)                                                       | Nominacja |
| 2024 | AVN Award             | Hall of Fame (Sala sław)                          | –                                                                            | Wygrana   |
| 2024 | XBIZ Award            | Film fabularny roku                               | Holly Randall Productions: Hopeless (2023)                                   | Wygrana   |
| 2025 | AVN Award             | Najlepszy film fabularny                          | Holly Randall Productions: Broken Butterfly: The Perfect Shade of Blu (2024) | Wygrana   |
| 2025 | AVN Award             | Najlepszy scenariusz filmu fabularnego            | Holly Randall Productions: Broken Butterfly: The Perfect Shade of Blu (2024) | Wygrana   |